# Thor Chuan Leong
Thor Chuan Leong (* 24. März 1988), auch bekannt als Rory Thor, ist ein malaysischer Snookerspieler. Zwischen 2014 und 2025 spielte er insgesamt 8 Jahre auf der World Snooker Tour.

## Karriere
Erstmals international auf sich aufmerksam machte Thor Chuan Leong bei der U-21-Weltmeisterschaft 2007, wo er die Gruppenphase überstand und dann knapp mit 4:5 gegen den späteren Turniersieger Michael Georgiou verlor. 2009 und 2010 nahm er an der Amateurweltmeisterschaft teil und kam im zweiten Jahr bis ins Achtelfinale. Größere Erfolge hatte er vor allem in Asien. Als bis dahin jüngster Spieler gewann er 2009 mit 21 Jahren die nationale Meisterschaft von Malaysia. Vier weitere Titel folgten 2013/14 und 2016/17. Bei den Südostasienspielen holte er 2007 seine erste Teammedaille, 2011 gewann er erstmals Gold im Doppel, 2013 wurde er Sieger im 6-Red-Snooker. Sein Durchbruch als Einzelspieler kam 2014. Bei der Amateurweltmeisterschaft wiederholte er seinen Achtelfinaleinzug und nachdem er unmittelbar zuvor drei andere lokale Amateurturniere gewonnen hatte, gewann er bei der Snooker-Asienmeisterschaft 2014 den Titel. Bei den Südostasienspielen holte er im Jahr darauf Gold im Einzel.
Als Asienmeister bekam er automatisch die Startberechtigung für die Snooker Main Tour der Profispieler für die Saison 2014/15 und das Jahr darauf. Damit wurde er der dritte Snookerprofi aus Malaysia. Allerdings verpasste er den größten Teil seiner ersten Saison, erst gegen Ende trat er viermal bei den in England stattfindenden Qualifikationen für die Weltranglistenturniere an und verlor alle Auftaktmatches. Bei den Welsh Open zwang er immerhin den späteren Weltmeister Stuart Bingham in den Entscheidungsframe und auch sein Weltmeisterschaftsspiel gegen Jimmy Robertson konnte er bis zum 7:8 offen halten, bevor er mit 7:10 verlor.
Erste Erfolge hatte er erst in der Saison 2015/16 bei den Turnieren der Players Tour Championship (PTC). Bei den Riga Open gelang ihm sein erster Profisieg gegen Stuart Carrington und beim Paul Hunter Classic besiegte er unter anderem Liang Wenbo und Rod Lawler und verlor im Achtelfinale nur knapp mit 3:4 gegen Ian Burns. Beim Gibraltar Open erreichte er Runde 3 und bei den Gdynia Open kam er zum zweiten Mal unter die Letzten 16 und besiegte zuvor Ding Junhui mit 4:1. Darüber hinaus verlor er aber ausnahmslos alle Erstrundenspiele bei den großen Ranglistenturnieren. Dadurch konnte er sich in der Weltrangliste auch nicht unter den Top 100 etablieren. In der „Order of Merit“ der Players Tour Championship hatte er sich durch seine Erfolge aber so gut platziert, dass er der beste Spieler unter denjenigen war, die sich nicht anderweitig für die Main Tour qualifizieren konnten. Über diese Rangliste bekam er 2016 erneut eine Tourcard für die folgenden beiden Spielzeiten.
In der Saison 2016/17 gab es keine PTC-Turniere mehr und der Malaysier begann wieder mit zwei Auftaktniederlagen. Beim World Open 2016 überstand er aber erstmals die Qualifikation gegen Jack Lisowski und beim Hauptturnier in China besiegte er außerdem noch Luca Brecel und zog in die Runde der Letzten 32 ein. Beim Shanghai Masters erreichte er die dritte Qualifikationsrunde und beim Gibraltar Open 2017 stand er ein zweites Mal unter den Letzten 32. Das brachte ihn zwischenzeitlich bis auf Platz 86 der Rangliste nach vorne, aber längere Serien von Auftaktniederlagen bei wichtigen Turnieren warfen ihn immer wieder zurück. In der bereinigten Rangliste zu Beginn der Saison 2017/18 nahm er mit Platz 83 seine höchste Karriereposition ein. Statt sich aber auf die Top 64 zuzubewegen, die nach jeder Saison auf der Main Tour verblieben, kämpfte er dagegen, wieder zurückzufallen. Bei den ersten vier Turnieren verlor er wieder jeweils das erste Spiel. Erst beim English Open kam er nach Siegen über Graeme Dott und Cao Yupeng wieder in die dritte Runde. Aber nur zwei weitere Matches gewann er noch in dieser Spielzeit und so verlor er 2018 zum zweiten Mal seinen Profistatus. Über die Q School versuchte er im Anschluss gleich wieder auf die Main Tour zu kommen. Erst im dritten Turnier erreichte er das Entscheidungsspiel und mit einem 4:1-Sieg über Fang Xiongman sicherte er sich zwei weitere Jahre als Profi.
Während der Saison 2018/19 konnte Thor Chuan Leong immerhin einige Spiele gewinnen. Auch wenn er regelmäßig sein Auftaktspiel in der Qualifikation verlor, erreichte er so einige Male eine Hauptrunde. Sein bestes Ergebnis war die Teilnahme an der Runde der letzten 32 des European Masters. Dennoch belegte er auf der Rangliste nur Platz 110 und war damit nach einem von zwei Jahren weit entfernt vom sicheren Platz 64. Nachdem er in der gesamten folgenden Saison nur zwei Spiele gewonnen hatte, belegte er lediglich Rang 98, sodass er erneut seinen Profistatus verlor. Anschließend versuchte er wieder sein Glück bei der Q School. Zwar kam er zweimal relativ weit, scheiterte jedoch schlussendlich an Peter Devlin und Hammad Miah und verpasste somit die Chance auf eine direkte Wiederqualifikation.

## Erfolge
Ranglistenturniere:
- Runde der Letzten 32: World Open (2016), Gibraltar Open (2017), English Open (2017), European Masters (2018)

Andere Profiturniere (Minor Ranking):
- Achtelfinale: Paul Hunter Classic (2015), Gdynia Open (2016)

Amateurturniere:
- Asienmeister (2014)
- Malaysischer Meister (2009, 2013, 2014, 2016, 2017)

Südostasienspiele:
- Einzel: Gold (2015), Silber (2009), Bronze (2011, 2013)
- Doppel: Gold (2011, 2015), Silber (2009), Bronze (2017)
- Mannschaft: Silber (2007)
- 6-Red-Snooker: Einzel-Gold (2013), Doppel-Bronze (2013)